# Culicoides longicollis
Culicoides longicollis är en tvåvingeart som beskrevs av Glukhova 1971. Culicoides longicollis ingår i släktet Culicoides och familjen svidknott. Inga underarter finns listade i Catalogue of Life.